# L'Impero delle Ombre (album)
L'Impero delle Ombre è il primo album in studio del gruppo musicale italiano L'Impero delle Ombre, pubblicato nel 2004.

## Tracce
1. Il canto del cigno – 1:00
2. Condanna – 8:25
3. Rituale – 4:49
4. Tormento ed estasi (Di anime inquiete attratte dal nero) – 9:25
5. Nel giardino (Intro) – 1:39
6. Il giardino dei morti – 5:47
7. Ghost – 9:56
8. Corpus, animae et spiritus – 6:14

Durata totale: 47:15

## Formazione
- Giovanni Cardellino - voce
- Andrea Cardellino - chitarre
- Enrico Caroli - basso
- Dario Caroli - batteria
- Bud Ancillotti - cori nel brano Il giardino dei morti